# La Verrerie
La Verrerie (frp. La Vèryére) – gmina (fr. commune; niem. Gemeinde) w Szwajcarii, w kantonie Fryburg, w okręgu Veveyse. 1 stycznia 2004 do gminy przyłączono gminy Le Crêt, Grattavache i Progens.

## Demografia
W La Verrerie mieszkają 1324 osoby. W 2020 roku 14,8% populacji gminy stanowiły osoby urodzone poza Szwajcarią.

## Transport
Przez teren gminy przebiegają autostrada A12 oraz droga główna nr 154.